# صيقة السود (ساة)
'
صيقة السود هي إحدى قرى عزلة ساه بمديرية ساة التابعة لمحافظة حضرموت، بلغ تعداد سكانها 173 نسمة حسب تعداد اليمن لعام 2004.